# María Hernández Zarco
María Hernández Zarco (Ciudad de México, 8 de agosto de 1889 - ibíd, 1967) fue una impresora mexicana destacada por su participación en la Revolución mexicana. En 1963 fue condecorada por el Senado de México con la Medalla Belisario Domínguez por su contribución en el derrocamiento de la dictadura de Victoriano Huerta.

## Primeros años
María Hernández Zarco nació el 8 de agosto de 1889 en la Ciudad de México. Fue la hija mayor de Vicente Hernández y María Zarco, quienes tuvieron otros cuatro hijos más. Era nieta por rama paterna del historiador Juan E. Hernández y Dávalos y bisnieta por rama materna del periodista Francisco Zarco. A la muerte de su padre en 1906, empezó a trabajar como impresora en la imprenta «La mujer mexicana» de Luz Fernández viuda de Herrera, en donde imprimía el periódico La Voz de México y posteriormente el diario El Reformador, publicación dirigida por Andrés Molina Enríquez y Luis Cabrera Lobato.

## Revolución mexicana
María Hernández Zarco fue simpatizante de Francisco I. Madero, estuvo afiliada al club liberal «Benito Juárez» y fue miembro fundador de la Casa del Obrero Mundial en 1912. Tras la Decena Trágica, el asesinato de Madero y el establecimiento de la dictadura de Victoriano Huerta, muchos periódicos e imprentas opositores al gobierno de Huerta fueron clausurados, incluyendo el diario El Reformador, que había sido partidario del gobierno de Madero. Hernández Zarco pasó a trabajar para la imprenta de Adolfo Montes de Oca, simpatizante de Félix Díaz. Ahí conoció a Belisario Domínguez Palencia, senador de la República por el estado de Chiapas.
Como senador, Domínguez destacó por ser crítico del gobierno de Victoriano Huerta. Esta postura política causó que las imprentas de Ciudad de México se negaran a imprimir sus discursos por miedo a ser clausurados de la misma forma en que lo habían sido otras imprentas críticas con el gobierno. Sin embargo, Hernández Zarco aceptó editar sus discursos en secreto, sin comunicárselo a Montes de Oca, que también se había negado a respaldar a Domínguez. Cuando Belisario Domínguez fue asesinado en octubre de 1913, Hernández Zarco decidió reeditar sus discursos, volviéndolos a distribuir bajo el título «Palabras de un muerto». Debido a esta acción, Hernández Zarco fue perseguida por el gobierno de Huerta, obligándola a exiliarse en Veracruz, donde estuvo hasta 1918.

## Años posteriores
Después de la revolución, Hernández Zarco trabajó en los Talleres Gráficos de la Nación y también en la Secretaría de Educación Pública. Se jubiló en 1947. Recibió el reconocimiento como veterana de la revolución y en 1963 fue condecorada por el Senado de México con la Medalla Belisario Domínguez por su contribución al derrocamiento de Victoriano Huerta y por su apoyo al senador chiapaneco. María Hernández Zarco falleció en 1967.